# Хрантогол
Хрантогол (Хронтогольский) - исчезнувший посёлок, входивший в состав Зулумайского муниципального образования Зиминского района.

## История
Населённый пункт был основан в 1920-х годах переселенцами из Чувашии. В это время там насчитывалось 36 хозяйств (по данным «Похозяйственной книги»). В 1920—1930-е годы посёлок входил в состав Новоникольского сельсовета Зиминского района. По данным переписи 1926 года, насчитывалось 13 хозяйств, проживало 34 человека (19 мужчин и 15 женщин). В более позднее время насчитывалось примерно 55 дворов. Жители посёлка работали в Зулумайском ЛПХ, а также занимались земледелием, животноводством. Функционировали магазин, клуб и трёхлетняя начальная школа. В 1959 году населённый пункт вошёл в состав Зулумайского сельсовета. Предположительно, посёлок перестал существовать в 1960-е годы. На топографической карте Генштаба СССР 1984 года отмечен как нежилой.